# Kolómenskoie
|  | Per a altres significats, vegeu «Kolómenskoie (Crimea)». |

Kolómenskoie - Коломенское (rus) - situada a l'elevada riba dreta del riu Moskvà, és l'antiga residència suburbana dels grans ducs i tsars. Les seves torres, torretes, esglésies es veuen des de lluny. Avui dia és un museu nacional, és un dels monuments de l'arquitectura russa dels segles XVI-XVII. Està inscrita a la llista del Patrimoni de la Humanitat de la UNESCO des del 1994.